# Ledine Klanječke
 Ledine Klanječke  falu Horvátországban Krapina-Zagorje megyében. Közigazgatásilag Klanjechez tartozik.

## Fekvése
Zágrábtól 30 km-re északnyugatra, községközpontjától  4 km-re délre, a Horvát Zagorje területén, a Szutla völgyében a megye délnyugati részén a szlovén határ mellett fekszik.

## Története
1857-ben 242, 1910-ben 341 lakosa volt. Trianonig Varasd vármegye Klanjeci járásához tartozott.  2001-ben 187 lakosa volt.

## Külső hivatkozások
- Klanjec város hivatalos oldala
- Klanjec város információs portálja